# Harold Abrahams
Harold Maurice Abrahams, angleški atlet, * 15. december 1899, Bedford, Anglija, Združeno kraljestvo, † 14. januar 1978, Enfield, Anglija.
Abrahams je nastopil na poletnih olimpijskih igrah v letih 1920 v Antwerpnu in 1924 v Parizu. Največji uspeh je dosegel na igrah leta 1924, ko je osvojil naslov olimpijskega prvaka v teku na 100 m, v štafeti 4x100 m pa je osvojil srebrno medaljo. Leta 1920 je bil s štafeto 4x100 m četrti, leta 1924 pa še šesti v teku na 200 m. Leta 1925 je končal svojo športno kariero po zlomu noge pri skoku v daljino.
Tudi njegov brat Sidney Abrahams je bil atlet. Leta 1981 je bil po njegovi olimpijski zmagi posnet film Ognjene kočije. Leta 2009 je bil sprejet v Angleški atletski hram slavnih.